# Resident Evil: Extinció
Resident Evil: Extinció (títol original en anglès: Resident Evil: Extinction) és una pel·lícula de 2007 dirigida per Rusell Mulcahy i escrita i produïda per Paul W.S. Anderson, que s'enquadra en els gèneres de terror, acció i ciència-ficció, també classificada com una pel·lícula postapocalíptica i de zombis. És la tercera entrega d'una sèrie d'adaptacions fílmiques basades en el videojoc de survival horror desenvolupat per Capcom: Resident Evil. La pel·lícula segueix a la protagonista, Alice, i a un grup de supervivents que intenten viatjar a través del desert Mojave fins a Alaska en un afany d'escapar d'una apocalipsi zombie.
Va ser estrenada als Estats Units el 21 de setembre de 2007, recaptant 147.717.833 $ a tot el món. Va rebre també moltes crítiques negatives per part dels crítics. La pel·lícula va ser llançada en DVD i en Blue-ray a Amèrica del Nord l'1 de gener de 2008. La pel·lícula va ser doblada al català.

## Argument
La història comença quan Alice és desperta al bany on suposadament es desmaia mentre es dutxava i troba sobre un llit el vestit que portava a la primera pel·lícula. En sortir veu una gran sala del que sembla una mansió i troba una foto d'ella amb el seu marit que va morir- Poc després es troba en un passadís semblant al que portava a la cambra de la reina vermella a La Colmena, on van morir diverses persones tallades pels làsers, esquiva diversos d'ells sortint per un conducte de ventilació que estava obert i arriba a uns passadissos de l'hospital de Raccoon City. Poc després, intentant sortir d'aquí, es troba una altra trampa que gairebé la talla per la meitat. Al final Alice acaba morint a causa que del logotip d'Umbrella que hi havia a terra surt un aparell mortífer: un platet que dispara una ràfega de bales al seu voltant, diverses bales impacten a la cintura i l'estómac d'Alice. Després, el Dr. Isaacs apareix juntament amb altres empleats d'Umbrella que transporten el cos a una barraca al desert que serveix de disfressa per a les instal·lacions i tiren el cos en una rasa on es troben els cossos de molts clons d'Alice. La barraca es troba envoltada per una tanca a l'altra banda de la qual s'amunteguen milers de no morts intentant entrar.
Després apareix Alice, l'original, que narra com la "desinfecció" que Umbrella va llançar sobre Raccoon City no va aconseguir evitar que el T-Virus infectés a tots els Estats Units. Amb el temps seguiria la seva expansió per Europa i Àsia i la resta del món, fins i tot el planeta començava a desertizar-se hi ha morir, ja que el virus actualment no només afectava els humans i animals. A continuació es veu a Alice travessant en moto al desert de Utah i entrant a Salt Lake City, on pateix una emboscada per uns bandits en un edifici que era la seu de la ràdio KLKB qui la segresten i tanquen en un soterrani ple de gossos infectats per divertir-se veient-la morir. Alice aconsegueix escapar d'allí assassinant als bandits i es dirigeix al desert del sud de Nevada.
Després de veure un vehicle abandonat a un costat de la carretera hi ha un humà sent devorat per un no mort, l'antropòfag és atropellat per la caravana de vehicles en els quals es troben Carlos Oliveira, L. J. comandats per Claire Redfield i acompanyats per altres personatges. A continuació es veuen les instal·lacions subterrànies d'Umbrella a Nevada, on el personal executiu de la base es troba discutint amb Wesker per vídeo -conferència com assegurar la superfície per poder pujar i acabar el seu confinament. Durant la conversa el Dr. Isaacs explica que ha descobert que els zombies poden estar actius per segles i malgrat posseir el desig de menjar no ho necessiten realment, el que converteix la plaga en una cosa extremadament llarg, per això els explica que està intentant replicar el projecte Alice creant clons i sotmetent-los a situacions similars a les viscudes per l'original amb l'esperança que alguna desenvolupi el mateix potencial i habilitats que l'original a qui han perdut el rastre des que va fugir i usar el seu material genètic en el desenvolupament de la investigació del virus T, però tots prefereixen estar completament segurs i no es fien massa d'ell.
Alice reapareix apuntant a un no mort que es deia Stevie, registra una estació de servei on troba un penjat al costat d'una ràdio d'ona curta amb una bitàcola on explica que ha rebut transmissions i coordenades d'un lloc on no hi ha infecció a Alaska, Alice guarda la bitàcola i continua el seu viatge. Aquesta nit mentre dorm a la intempèrie Alice pateix malsons i en somnis perd el control dels poders psíquics que li atorga el virus i destrueix la seva motocicleta accidentalment.
L'endemà, Carlos i L. J. s'endinsen en un motel a investigar, un cop allà, L. J. es dirigeix a una habitació on l'ataca un no-mort, però aconsegueix matar-lo a temps, però és atacat per un altre on resulta ferit per una mossegada, Carlos el salva matant al no mort, després la infermera Betty cura el ferit però aquest amaga que ha estat infectat. A continuació es mostra al Dr.Isaccs experimentant amb un no mort, introduint la sang d'Alice amb el que el zombi es torna una mica més intel·ligent i més hàbil, però la docilitat és només temporal i en pocs minuts recobra la seva ferocitat ara amb una major velocitat i força, atacant als científics mentre que el Dr. Isaacs fuig abandonant dins de la sala de seguretat on es practicava l'experiment.
Quan la caravana, encara en el motel, troben una gegantina esbart de corbs que han estat infectats per menjar cadàvers i els ataquen destrossant els parabrises dels vehicles i atacant a les persones, Clara, Carlos, LJ i diversos MCAS intenten protegir-se però la situació es torna aclaparant, especialment quan un llançaflames amb el qual es protegien queda fora de control i amenaça en cremar a la gent, sorprenentment Alice apareix i amb els seus poders mentals redirigeix les flames i calcina l'esbart, encara que el gran esforç la fa desmaiar, aquesta ona de poder és detectada pels satèl·lits "Reina Blanca", l'ordinador de la base d'Umbrella, qui informa Isaacs que és possible que es tracti d'Alice.
El Dr. Isaacs s'adona que no obté els resultats que desitjava, així que en una reunió amb la cúpula d'Umbrella aprofita per dir-los que ha trobat el projecte Alice original, el qual és necessari per al desenvolupament complet del projecte, però aquests no li brinden el suport necessari, ja que creuen que la possibilitat que el senyal detectada sigui d'Alice és molt baixa, així que decideix actuar pel seu propi compte i amb un enregistrament de la veu del president de la corporació Umbrella, Albert Wesker, reprodueix una ordre amb la qual obté un exèrcit per anar després a per Alice.
Després de recuperar, Allice explica com és que es va separar de Carles i el grup després de ser ressuscitada després de la destrucció de Raccoon City, ja que sabia que l'estaven rastrejant, i per això ha passat anys viatjant per rutes que són punts cecs per als satèl·lits Umbrella. Carles i Claire li expliquen que s'han unit a aquesta caravana a la recerca d'un lloc lliure d'infeccions on establir-se, però el viatge és dur i cada vegada queda menys gent i subministraments, per això Alice els parla d'Alaska; Clara es mostra recelosa de la veracitat de l'escrit, però decideixen viatjar, ja que almenys així hi haurà un propòsit per seguir vius, per això decideixen que necessita anar a Las Vegas per obtenir provisions i sobretot combustible entrar a la ciutat és un gran perill.
Un cop allà troben un contenidor que resulta estar ple de no morts experimentals que havia fet col·locar estratègicament el Dr.Isaacs per matar Alice i als altres interceptors. En aquesta batalla mor gran part dels supervivents. L.J. es converteix en un no mort i aconsegueix mossegar a Carlos abans que aquest el mati, el Dr. Isaacs i els seus subordinats aconsegueix controlar a Alice mitjançant el satèl·lit i la immobilitzen, però el poder necessari per contenir la seva emnte fa que el satèl·lit se sobrecarregui i Alice queda lliure per matar als zombies i buscar l'assentament des d'on l'Isaacs i els soldats la monitoren, un cop allà els aniquila, el Dr. Isaacs aconsegueix escapar-se a l'helicòpter que els transportava però és atacat per un no mort experimental. Alice decideix no enderrocar la nau i seguir-la, ja que vol servir per portar els pocs supervivents a Alaska.
Un dels executius de la base descobreix que Isaacs havia falsificat les ordres de Wesker i en conseqüència havia sortit sense autorització i havia fet que morís personal militar,descobreix que s'ha injectat tot l'antivirus intentant contenir la infecció, però el no mort que el va mossegar havia estat usat en experiments, l'efecte va ser diferent i estava mutant encara mantenia la consciència i intel·ligència. Quan l'executiu l'home intenta matar
, el doctor és immune a les bales i crea tentacles des del seu braç i el mata.
Alice arriba a la base d'Umbrella i descobreix que gràcies a les hordes de morts que envolten les tanques és impenetrable; Carlos s'ofereix per obrir una bretxa, ja que la infecció que té ja esta massa avançada i amb l'antídot tampoc es recuperaria, per això se sacrifica conduint un camió cisterna de combustible amb explosius i matant part dels no morts que envolten el complex, el que obre un pas momentani cap a l'entrada.
Tots aconsegueixen escapar en l'helicòpter a Alaska amb excepció d'Alice, que es queda a la base i descobreix que no queda ningú viu al seu interior. Allà es troba amb la IA de la base, (la Reina Blanca), i aquesta li diu que el doctor Isaacs va esdevenir un Tyrant molt poderós a conseqüència de ser mossegat i injectar-se masses antivirus.
També li explica que si aconsegueixen destruir-lo, ambdues podran usar els laboratoris de la instal·lació i la sang d'Alice per sintetitzar una cura definitiva al virus T, cosa que la Reina Blanca desitja, ja que controlar el virus és la seva directiva màxima, i és indiferent si és amb Umbrella o no. Alice es dirigeix als nivells inferiors on està Isaacs i s'embranca en una batalla, per a la seva desgràcia, el Tyrant no només és més fort i immune al dany físic, també posseeix poders mentals molt superiors als seus. Enmig de la baralla Alice descobreix una sala on es cultiven clons seus per a l'experimentació, un d'ells és colpejat per Isaacs i mor en braços d'Alice. Després d'una dura batalla, entren en el famós passadís làser on Alice l'atreu per morir-hi amb ell. El raig làser en mode xarxa part en petits trossos al Tyrant i s'atura abans d'arribar a tocar a Alice, gràcies al fet que la clon, que ella creia morta, el desactiva a temps.
Al final de la pel·lícula es mostra la ciutat de Tòquio, que també està infectada amb el T-Virus, i es veu la base d'Umbrella, on estan en junta tots els funcionaris d'Umbrella que queden, liderats per Albert Wesker i aquests donen per perduda la base dels Estats Units després de 17 hores sense poder comunicar-s'hi. En aquest moment apareix Alice mitjançant un holograma dient que va per ells i que també portarà a unes amigues, que resulten ser els centenars de clons d'Alice que el Dr.Isaacs havia creat i que ella ells està despertant per formar un exèrcit.

## Repartiment
Personatges de la pel·lícula Resident Evil: Extinció:
- Alice Abernathy:Protagonista principal de la pel·lícula, s'amagava dels satèl·lits per no ser trobada per la Corporació Umbrella, però finalment és descoberta pel Dr. Isaacs al detectar els seus nous poders. S'uneix al comboi de Claire Redfield i es troba a tots els seus clons creats pel Dr. Isaacs.
- Claire Redfield:Líder del comboi de supervivents que inclouen a dos coneguts per Alice, després de sis mesos, va perdre la meitat del comboi i busca una esperança per al futur de les persones, afortunadament la solució està a Alaska, també està a la recerca del seu germà Chris Redfield, el qual apareix en la quarta pel·lícula de la saga Resident Evil.
- Carlos Oliveira: membre del comboi liderat per Claire Redfield, és l'encarregat de l'armament i de l'exploració del terreny, és mossegat per LJ i es converteix en un zombi i finalment mor al sacrificar-se quan obre pas cap a la instal·lació d'Umbrella.
- Dr Isaacs: és l'antagonista de la pel·lícula, s'encarrega de fer múltiples clons d'Alice, ja que no té el projecte Alice original per així crear un sèrum que combati el virus-T, injecta el seu sèrum a zombis experimentals però resulten ser inestables i és mossegat per un d'ells i finalment és assassinat per Alice.
- Albert Wesker: segon antagonista de la pel·lícula, president de la Corporació Umbrella i es presenta en un holograma juntament amb els membres del comitè.
- LJ: Membre del comboi de Claire Redfield i company de Chase, és mossegat per un zombi però ho manté en secret, finalment mor i es converteix en un zombi.
- K-Mart: amiga de Claire,és una noia trobada per Clara en un supermercat, d'aquí el seu nom.
- Reina blanca: És una intel·ligència artificial (IA) de les instal·lacions dels Estats Units de la Corporació Umbrella i germana de la Reina Vermella (IA), s'alia amb Alice per acabar amb el Dr Isaacs mutant.
- Mikey: Membre del comboi liderat per Claire Redfield encarregat de supervisar i de transmetre per ràdio als supervivents, condueix una camioneta i és assassinat pels zombis experimentals.
- Chase: Membre del comboi liderat per Claire Redfield encarregat d'emmagatzemar combustible, condueix un tràiler amb tanc de gasolina i és assassinat en caure de la torre Eiffel de l'hotel París de Las Vegas.
- Betty:Membre del comboi liderat per Claire Redfield encarregat dels primers auxilis del comboi, condueix una ambulància, és assassinada pels corbs zombis.
- Otto:Membre del comboi liderat per Claire Redfield encarregat de les provisions dels supervivents, condueix un camió escolar i és assassinat pels corbs zombis.
- Alexander Slater: capità de les instal·lacions dels Estats Units, és assassinat pel Dr. Isaacs mutant.

## Música
La banda sonora de la pel·lícula.
| Núm. | Títol                                | Artista                                                   | Durada |
| ---- | ------------------------------------ | --------------------------------------------------------- | ------ |
| 1.   | «Main Title»                         | Charles Clouser                                           | 0:49   |
| 2.   | «Stupid Crazy»                       | Shadows Fall                                              | 4:40   |
| 3.   | «I'm So Sick»                        | Flyleaf VS. The Legion Of Doom / Legion of Doom / Flyleaf | 3:21   |
| 4.   | «My World»                           | Emigrate                                                  | 4:17   |
| 5.   | «Duality»                            | Bayside                                                   | 3:01   |
| 6.   | «Losing»                             | Charles Clouser                                           | 1:19   |
| 7.   | «One Love»                           | Aiden /Legion of Doom                                     | 4:01   |
| 8.   | «Deathcar»                           | Fightstar                                                 | 3:58   |
| 9.   | «I, Suicide»                         | Throwdown                                                 | 3:36   |
| 10.  | «White Rabbit»                       | Collide                                                   | 4:42   |
| 11.  | «Paralyzed»                          | Chimaira                                                  | 3:07   |
| 12.  | «Laser Tunnel»                       | Charles Clouser                                           | 0:27   |
| 13.  | «Asleep on the Frontlines»           | The Bled                                                  | 5:33   |
| 14.  | «Catch Me»                           | City Sleeps                                               | 3:21   |
| 15.  | «Contagious»                         | Searchlight                                               | 4:18   |
| 16.  | «Scenotaph»                          | Emanuel                                                   | 4:16   |
| 17.  | «Sixth of June»                      | It Dies Today                                             | 3:04   |
| 18.  | «Wrecking Itself Taking You with Me» | Poison the Well                                           | 3:21   |
| 19.  | «Convoy»                             | Charles Clouser                                           | 0:43   |

## Repartiment
| Actor            | Personatge       |
| ---------------- | ---------------- |
| Milla Jovovich   | Alice Abernathy  |
| Ali Larter       | Claire Redfield  |
| Oded Fehr        | Carlos Oliveira  |
| Iain Glen        | Dr. Isaacs       |
| Jason O'Mara     | Albert Wesker    |
| Mike Epps        | LJ               |
| Spencer Locke    | K-Mart           |
| Madeline Carroll | Reina blanca     |
| Christopher Egan | Mikey            |
| Linden Ashby     | Chase            |
| Ashanti Douglas  | Betty            |
| Joe Hursley      | Otto             |
| Matthew Marsden  | Alexander Slater |